# Tamara Nikolajewna Moskwina
Tamara Nikolajewna Moskwina, geborene Bratus (russisch Тамара Николаевна Москвина (Братусь); * 26. Juni 1941 in Leningrad) ist eine ehemalige russische Eiskunstläuferin, die im Einzellauf und im Paarlauf für die Sowjetunion startete und eine aktive Eiskunstlauftrainerin.

## Werdegang
Moskwina wurde am 26. Juni 1941 als Tochter des Ingenieurs Nikolai Antonowitsch Bratus (1914–1961) und seiner Frau Serafima Stepanowna Bratus (1916–1988) in Leningrad geboren. Während der Leningrader Blockade wurde sie und ihre Familie zu Verwandten ihrer Mutter in ein kleines Dorf im Ural evakuiert. Aufgrund von Mangelernährung in den Kriegsjahren wurde Moskwina nur 1,48 Meter groß. Die Familie kehrte 1948 nach Leningrad zurück. Im Alter von zehn Jahren begann Moskwina mit dem Eislaufen, nachdem ihr Vater ihr und ihren beiden Schwestern Schlittschuhe gekauft hatte. Ihre Freundin Irina ermutigte sie, mit ihr zum Eiskunstlauftraining zu Iwan Bogojawlenski zu gehen, was sie auch tat. Ab 1957 und somit während ihrer gesamten internationalen Karriere wurde sie von Igor Moskwin trainiert, den sie 1964 heiratete. Das Paar hat zwei Töchter, Olga und Anna.
1958 beendete Moskwina die Musikschule im Fach Klavier. Sie absolvierte die Hochschule für Körperkultur und Sport und schloss ihr Studium der pädagogischen Wissenschaften 1971 ab.
Für die Sowjetunion startete Tamara Moskwina insgesamt siebzehn Jahre sowohl im Einzel- als auch im Paarlauf. Von 1962 bis 1966 wurde sie sowjetische Eiskunstlaufmeisterin bei den Damen. Viermal nahm sie im Einzellauf an Europameisterschaften teil. Ihr bestes Ergebnis war der 14. Platz bei der Europameisterschaft 1965. Danach wechselte sie auf Anraten von Moskwin zum Paarlauf. Ihr erster Eiskunstlaufpartner war Alexander Gawrilow, mit ihm gewann sie 1965 die sowjetischen Meisterschaften, daraufhin beendete Gawrilow allerdings seine Karriere und Moskwina musste sich einen neuen Eiskunstlaufpartner suchen. Es wurde Alexei Mischin und sollte es bis zum Ende ihrer Karriere 1969 bleiben. Bei ihren ersten gemeinsamen nationalen Meisterschaften wurden sie 1966 Dritte. Dieses Ergebnis wiederholten sie ein Jahr später. 1967 bestritten sie auch ihre ersten bedeutenden internationalen Turniere. Sowohl bei der Weltmeisterschaft wie auch bei der Europameisterschaft wurden sie Sechste. 1968 wurden Moskwina und Mischin sowjetische Vizemeister und in Västerås auch Vize-Europameister hinter Ljudmila Beloussowa und Oleg Protopopow. Bei der Weltmeisterschaft verpassten sie als Vierte eine Medaille und bei den Olympischen Spielen in Grenoble belegten sie den fünften Platz. 1969 konnte das Paar bei der sowjetischen Meisterschaft die Weltmeister der letzten vier Jahre, Beloussowa und Protopopow, sowie die Weltmeister der nächsten vier Jahre, Irina Rodnina und Alexei Ulanow, besiegen und somit Meister werden. Dies konnten Moskwina und Mischin bei der Europameisterschaft allerdings nicht wiederholen und mussten sich als drittbestes sowjetisches Paar mit der Bronzemedaille begnügen. Bei der Weltmeisterschaft konnten sie Beloussowa und Protopopow schlagen, unterlagen aber deutlich Rodnina und Ulanow und gewannen somit die Silbermedaille. Danach entschied sich Moskwina aber ihr Studium abzuschließen und ein Kind zu bekommen anstatt weitere Medaillen zu sammeln und so beendete das Paar seine Wettkampfkarriere. Beide konzentrierten sich von da an auf ihre Trainerlaufbahn.

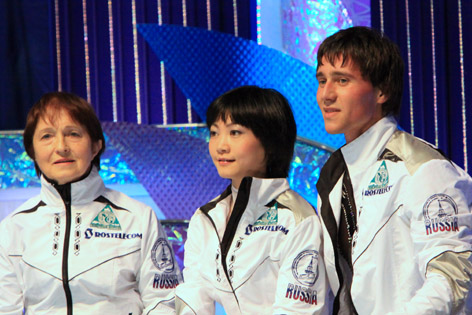
Moskwina mit ihren Schülern Juko Kawaguti und Alexander Smirnow

Moskwina begann gemeinsam mit ihrem Ehemann als Trainerin zu arbeiten, die meiste Zeit davon in St. Petersburg, während der 1990er Jahre aber auch in Hackensack, New Jersey.
Sie erdachte viele Paarlaufelemente, vor allem in der gegenläufigen Choreografie, bei der Mann und Frau verschiedene Bewegungen zeigen, die trotzdem eine Einheit bilden. Sie war 1984 Mitautorin des offiziellen ISU-Handbuchs zur Bewertung des Paarlaufs. Moskwina konzentriert sich zumeist auf zwei Paare bei ihrer Trainerarbeit und kümmert sich um alles, auch um die Choreografie und die Kostüme.
Moskwina trainierte unter anderem die Olympiasieger Jelena Walowa und Oleg Wassiljew, Artur Dmitrijew mit seinen beiden Partnerinnen Natalja Mischkutjonok und Oxana Kasakowa und Jelena Bereschnaja und Anton Sicharulidse.
Momentan trainiert sie Juko Kawaguti und Alexander Smirnow.

## Ergebnisse

### Einzellauf
(bis 1963 als Tamara Bratus)
| Wettbewerb / Jahr           | 1959 | 1960 | 1961 | 1962 | 1963 | 1964 | 1965 | 1966 |
| --------------------------- | ---- | ---- | ---- | ---- | ---- | ---- | ---- | ---- |
| Europameisterschaften       |      | 27.  |      | 19.  | 20.  |      | 14.  |      |
| Sowjetische Meisterschaften | 9.   | 2.   | 2.   | 1.   | 1.   | 1.   | 1.   | 1.   |

### Paarlauf
(mit Alexei Mischin)
| Wettbewerb / Jahr           | 1966 | 1967 | 1968 | 1969 |
| --------------------------- | ---- | ---- | ---- | ---- |
| Olympische Winterspiele     |      |      | 5.   |      |
| Weltmeisterschaften         |      | 6.   | 4.   | 2.   |
| Europameisterschaften       |      | 6.   | 2.   | 3.   |
| Sowjetische Meisterschaften | 3.   | 3.   | 2.   | 1.   |